# Pietro Massa

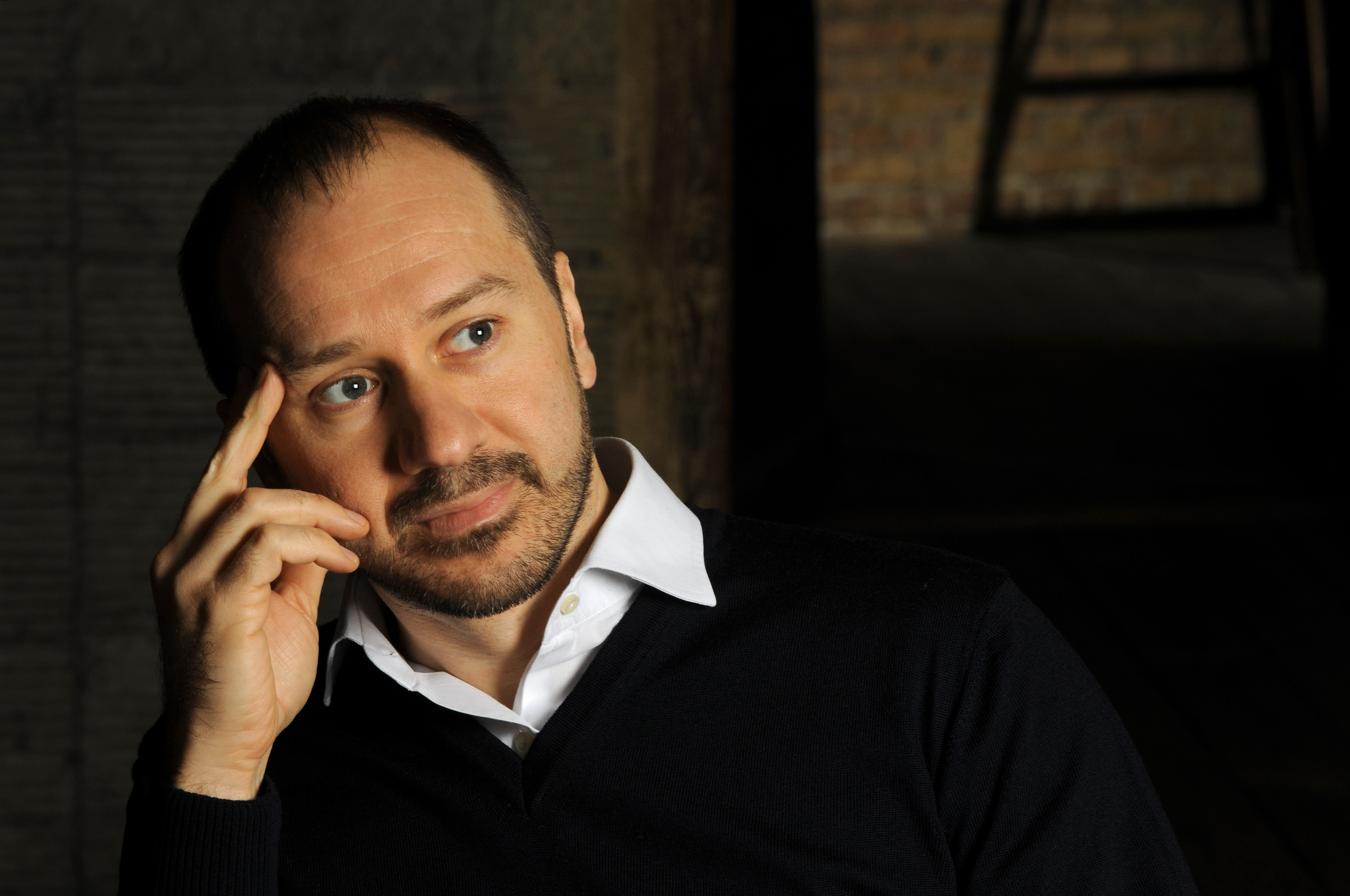
Pietro Massa (2015)

Pietro Massa (* 6. März 1973 in Mailand) ist ein italienischer Pianist und Musikwissenschaftler.

## Ausbildung
Pietro Massa erhielt seine erste Klavierausbildung bei Giuseppe Aneomanti, der seine musikalische Entwicklung maßgeblich prägte. Am Conservatorio Giuseppe Verdi in Mailand studierte er bei Luciano Lanfranchi, einem Schüler von Alberto Mozzati. Zusätzlich belegte er Komposition bei Bruno Bettinelli, der auch Claudio Abbado und Riccardo Muti ausgebildet hat. Er studierte Harmonielehre bei Danilo Lorenzini, einem Vertreter der Kompositionsschule von Luigi Dallapiccola, und Kontrapunkt bei Adelchi Amisano, einem Schüler von Goffredo Petrassi.
Parallel dazu absolvierte Pietro Massa an der Universität Pavia ein Studium der Altphilologie mit dem Schwerpunkt Gräzistik (Altgriechische Philologie). 1996 verließ er Italien, um seine Klavierausbildung in Paris bei Aldo Ciccolini fortzusetzen. 1999 zog Pietro Massa von Paris nach Berlin um. In Berlin vertiefte Pietro Massa sein Interesse an Musikforschung. Er promovierte an der Freien Universität Berlin bei Jürgen Maehder über die Verarbeitung altgriechischer Mythologie im Musiktheater von Carl Orff.

## Karriere
Pietro Massa tritt als Pianist weltweit auf, darunter in Westeuropa, Brasilien, Japan, Kasachstan, der Türkei, der Ukraine, den USA und Uruguay. Sein Repertoire umfasst etwa 30 Klavierkonzerte, darunter Werke von Brahms, Busoni, Rachmaninow und Respighi, die er mit renommierten Orchestern interpretiert. Mit Werken für Soloklavier vom Barock bis in die Moderne gastiert er in u. a. Berlin (Philharmonie und Konzerthaus), Hamburg (Laeiszhalle), München (Gasteig), Düsseldorf (Tonhalle und Robert-Schumann-Saal), Nürnberg (Meistersingerhalle) und Stuttgart (Liederhalle).

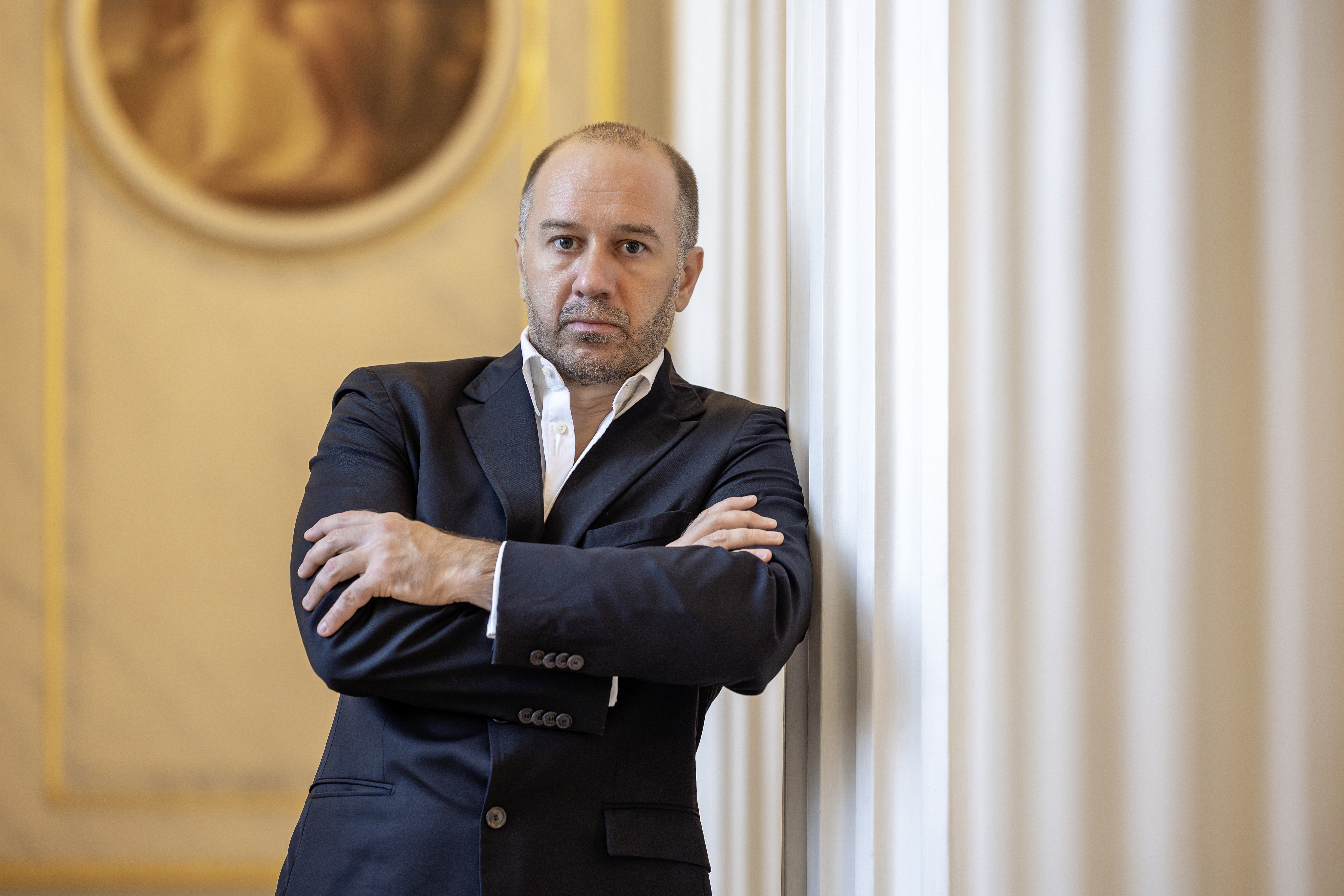
Pietro Massa (2024)

Kurz nach Veröffentlichung seiner Live-Aufnahme des Klavierkonzerts Nr. 3 d-Moll Op. 30 von Rachmaninow auf CD erhielt Pietro Massa die Einladung, 2008 mit der Neubrandenburger Philharmonie und dem Ernst Senff Chor das Konzert für Klavier und Orchester mit Männerchor C-Dur op. 39 von Busoni aufzuführen und auf CD einzuspielen.
Die Aufführung in Neubrandenburg wurde live von Deutschlandradio Kultur (heute: Deutschlandfunk Kultur) übertragen und erreichte über 150.000 Zuhörer. Die daraus entstandene CD erhielt begeisterte Kritiken, was 2009 zu einer weiteren Aufführung mit denselben Mitwirkenden im Großen Saal der Berliner Philharmonie führte.
2025 beginnt Pietro Massas über mehrere Jahre angelegtes Soloprojekt ChopinPlus in der Berliner Philharmonie.
Neben seiner Tätigkeit als Pianist ist Pietro Massa aktuell als Gastwissenschaftler an der Humboldt-Universität zu Berlin tätig. Am Institut für Musikwissenschaft und Medienwissenschaft arbeitet er bei Arne Stollberg an seinem Forschungsprojekt Geschichte und Ästhetik der italienischen Klaviermusik. Massas Publikation ist für 2027 geplant.

## Repertoire
Pietro Massa konzentriert sich zunehmend auf das Italienische Klavierrepertoire des 19. und 20. Jahrhunderts. In Zusammenarbeit mit Deutschlandradio Kultur (heute: Deutschlandfunk Kultur) hat er unter dem Label Capriccio die CD-Reihe Piano Rarities aufgenommen.
Während seiner Recherchen in den Archiven der Fleisher Collection in Philadelphia entdeckte Pietro Massa die lange verschollene Partitur des Klavierkonzerts Nr. 2 F-Dur Op. 92 von Mario Castelnuovo-Tedesco. Er führte das Werk als Europäische Erstaufführung im September 2009 im Großen Saal der Berliner Philharmonie mit den Berliner Symphonikern auf. Der Erfolg dieses Projekts führte zu einer langjährigen Zusammenarbeit mit dem Dirigenten Stefan Malzew, was zu vielbeachteten Einspielungen führte, darunter das Klavierkonzert Nr. 2 Op. 66 von Giuseppe Martucci.
Weitere bedeutende Aufnahmen umfassen die Klavierkonzerte von Ottorino Respighi sowie Scarlattiana von Alfredo Casella. Er nahm auch das Klavierkonzert Nr. 1 von Giuseppe Martucci auf. Gemeinsam mit dem Rundfunk-Sinfonieorchester Berlin führte Pietro Massa das Piccolo Concerto per Muriel Couvreux von Luigi Dallapiccola auf. Mit dem Göttinger Symphonieorchester spielte er das Concerto für Klavier und Orchester von Goffredo Petrassi.
2011 veröffentlichte Pietro Massa die Weltersteinspielung sämtlicher Klavierwerke von Riccardo Zandonai.

## Pressestimmen
- Das Orchester schrieb über Pietro Massas Interpretation von Ferruccio Busonis Konzert für Klavier und Orchester mit Männerchor C-Dur op. 39: „Mit Pietro Massa wurde ein glänzender Pianist gefunden, der das ungemein schwierige und kompakte Werk voller Spielfreude in jeder Sekunde mit sicherer Virtuosität und farbenreichem Anschlag beherrscht und dabei den Spannungsbogen bis zum Ende durchhält.“[13]

- Nordkurier lobte seine Interpretation von Giuseppe Martuccis Klavierkonzert Nr. 1 d-Moll op. 40 mit den Worten: „Es fordert an manchen Stellen viel Kraft vom Pianisten für vollgriffige Akkordkaskaden und wilde Oktavgänge. Pietro Massa gelingt das überzeugend, doch liebt er das differenzierte Spiel, den eleganten Anschlag in perlenden Arpeggien, die flexible Dynamik in der gefühlvollen Melodieführung des ruhigen Mittelsatzes. Die hohen virtuosen Ansprüche des Soloparts bewältigt er mit unaufdringlicher Raffinesse. Und er versteht das Konzert als ein sinfonisches Werk, indem er sein Spiel in manchen Passagen ganz als Klangfarbe zurücknimmt und in die Orchesterfarben integriert.“[11]

- Göttinger Tageblatt berichtete über die deutsche Erstaufführung von Goffredo Petrassis Konzert für Klavier und Orchester: „Mit dem Konzert für Klavier und Orchester von Goffredo Petrassi gab es eine an musikalischer Dramatik kaum zu überbietende deutsche Erstaufführung. Der Pianist Pietro Massa brillierte mit beeindruckender Technik in diesem vom Neoklassizismus geprägten Werk, …“[12]